# Мославина

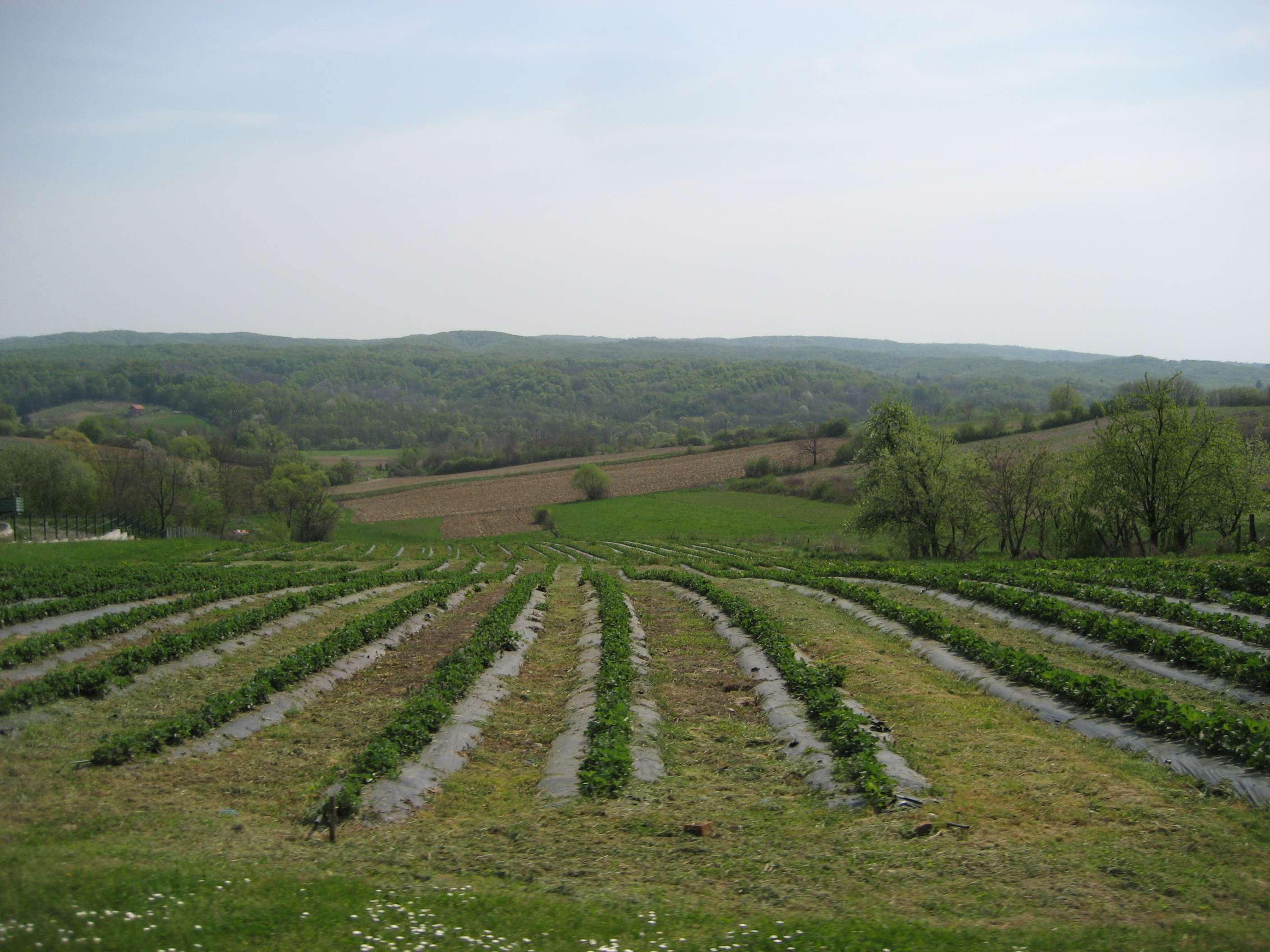
Пейзаж Мославины

Мославина (хорв. Moslavina) — исторический район в современной Хорватии, к юго-востоку от Загреба и к северо-востоку от Сисака. Мославина отделяет центральную Хорватию от Славонии. Большая часть этой территории входит в состав Сисацко-Мославинской жупании, небольшие части расположены в жупаниях Загреб и Беловар-Билогора.
Мославина расположена севернее долины Савы, большая часть её территории покрыта невысокими, поросшими лесом холмами. Крупнейшие города региона Кутина, Гарешница, Чазма, Поповача и Иванич-Град располагаются по периметру центральной малонаселённой холмистой части. Крупнейшие реки — Лонья, Илова и Чесма.
В регионе сохранилось большое количество нетронутых природных ландшафтов, наиболее известный из которых природный парк Лоньско поле, который занимает всю южную часть Мославины. Мославина привлекает туристов — любителей живой природы. Регион известен своими виноградарскими и винодельческими традициями. В городе Кутина действует музей Мославины и культурное общество «Мославина», поддерживающее народные традиции региона.

В небольшом городе Подгарич общины Берек находится Памятник революции в Мославине.